# Paramuixir
Paramuixir (rus: Парамушир, japonès: 幌筵島) és una illa volcànica a la part nord de la cadena de les illes Kurils al mar d'Okhotsk al nord-oest de l'oceà Pacífic. Està separat de Xumxú pel Segon Estret de Kuril al nord-est 2.5 km, d'Antsíferov per l'estret de Luzhin (15 km) al sud-oest, des d'Atlasov al nord-oest per 20 km, i d'Onekotan al sud pels 40 km del Quart estret de Kuril. La seva punta nord és de 39 km (24 mi) del cap Lopatka a l'extrem sud de la península de Kamtxatka. El seu nom deriva de la llengua ainu, de "illa ampla" o "illa poblada". Sévero-Kurilsk, el centre administratiu del districte de Severo-Kurilsk, és l'únic assentament poblat permanentment a l'illa de Paramuixir.

## Geografia i geologia
Paramuixir és aproximadament rectangular i és la segona més gran de les illes Kurils amb una superfície de 2,053 quilometres quadrats (793 sq mi). Geològicament, Paramuixir és una cadena contínua de 23 volcans. Almenys cinc d'ells estan actius, i superen els 1,000 m:
- Chikuratxki, (rus: влк.Чикурачки, japonès: 千倉岳; Chikura-dake) amb una alçada de 1,816 m (5.958 ft) és el cim més alt de Paramuixir i el tercer més alt de les illes Kurils. Ha esclatat els anys 1690, 1853, 1859, 1933 i diverses vegades entre 1957 i 2008. Durant l'erupció més recent de l'agost de 2008, la cendra volcànica va arribar a la ciutat de Sévero-Kurilsk situada a 60 km al nord-est.[2] L'erupció anterior va tenir lloc el 4 de març de 2007, quan un gran plomall de cendra d'1.5 km es va emetre i va recórrer diversos centenars de quilòmetres cap a les aigües veïnes.
- Pic Fuss, (rus: влк.Фусса, japonès: 後鏃岳; Shiriyajiri-dake) amb una alçada de 1,772 m (5.814 ft) és un estratovolcà cònic. Va esclatar els anys 1742, 1854 i 1934.
- Grup Lomonosov, (rus: влк.Ломоносова, japonès: 冠岳; Kanmuridake) amb una alçada de 1,681 m (5.515 ft) forma part del grup Txikuratxki.
- Grup Karpinsky, (rus: влк.Карпинского, japonès: 白煙山; Shirokemuri-yama) amb una alçada de 1,345 m va esclatar l'any 1957.
- Ebeko, (rus: влк.Эбеко, japonès: 千島硫黄山; Chishima Iōyama) amb una alçada de 1,345 m ha esclatat nombroses vegades, la més recent el 1990. El cràter central de l'Ebeko està omplert per un llac de caldera d'uns 20 m de profunditat.

## Clima i flora i fauna
Paramuixir té un clima subàrtic fortament modulat pels efectes de refredament del corrent d'Oyashio del Pacífic Nord. La flora arbòria de Paramuixir es limita, per tant, a boscos densos i raquítics de pi nan siberià i vern arbustiu. La tundra alpina que domina el paisatge produeix abundants bolets i baies comestibles, especialment l'aigüera, el gerd de l'Àrtic, el guix i el nabiu. La guineu roja, la llebre polar i l'ermini són notablement abundants i caçats pels habitants. L'illa també alberga una població d'óssos brus. A la primavera gavotins emplomallat fan niu a l'illa. Els estrets entre Paramuixir i l'illa de Xumxú sostenen una població notablement densa de llúdrigues marines; les foques de port també són habituals. Es coneix que les balenes franques del Pacífic Nord, una de les espècies de balenes més rares i en perill d'extinció, apareixen a les aigües circumdants.
Diverses espècies de charr i salmó del Pacífic desoven als seus rius, sobretot al riu Tukharka, que als 20 km (12 mi) és el riu més llarg de l'illa.

## Història

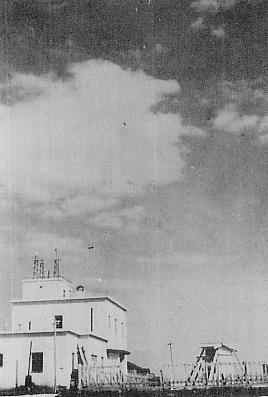
L'estació meteorològica de Paramushiru sota control japonès

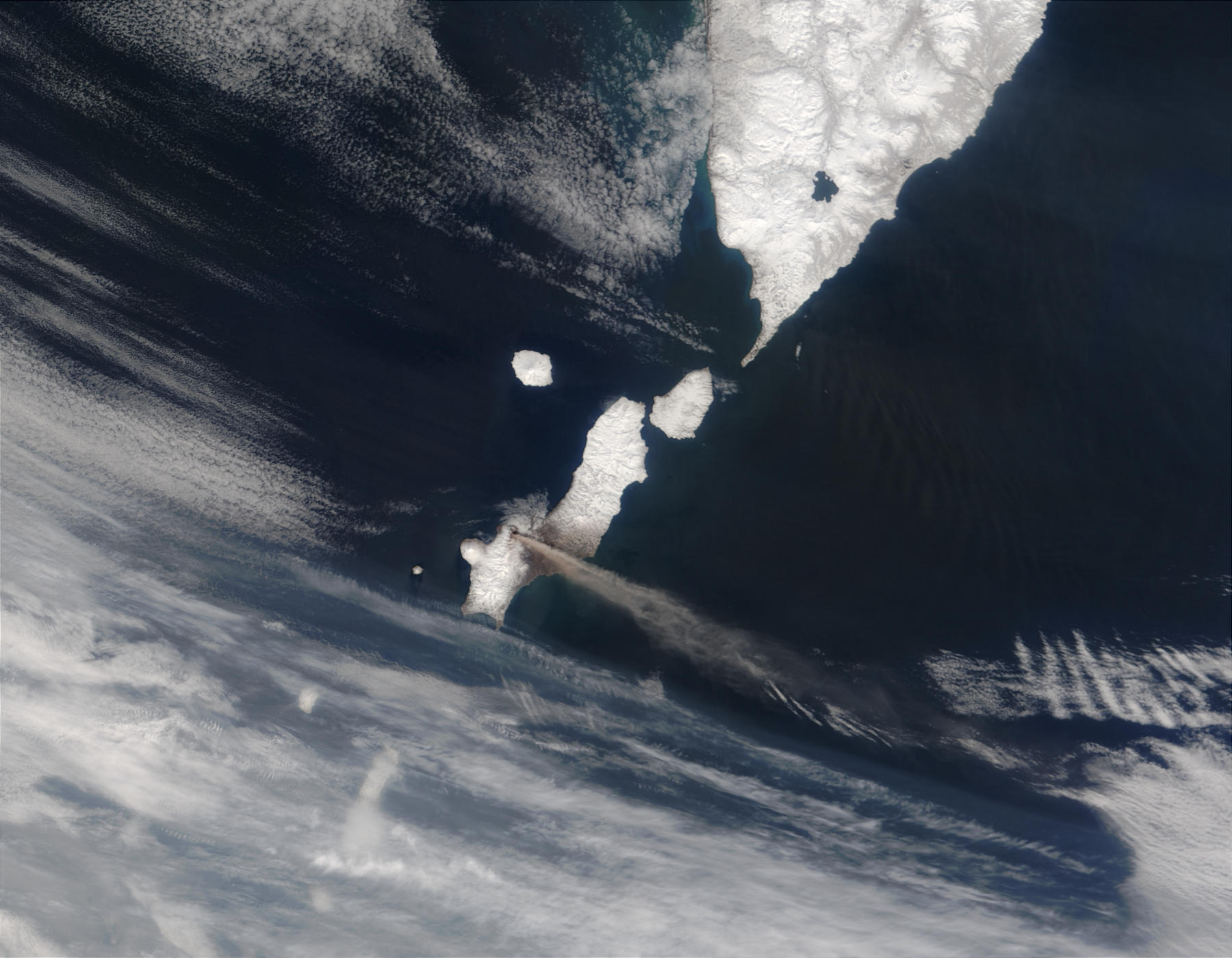
Erupció Chikurachki, 2003 (imatge MODIS)

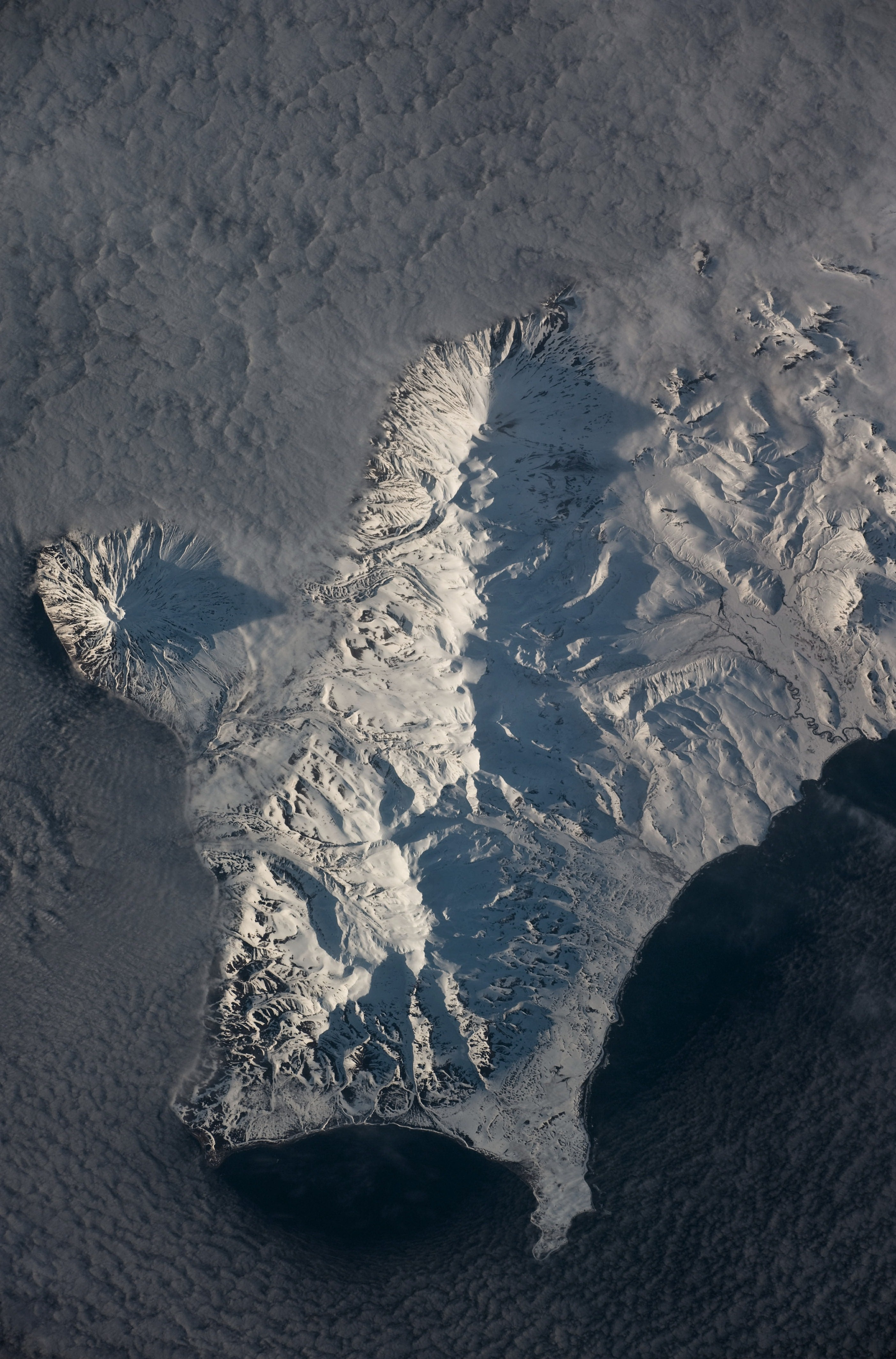
L'extrem sud de l'illa de Paramushir després d'una nevada.

Paramuixir estava habitada pels ainu quan els japonesos van descobrir l'illa. L'illa apareix en un mapa oficial que mostra els territoris del domini Matsumae, un domini feudal del Japó del període Edo datat el 1644. Se sap que els comerciants de pells russos van visitar l'illa el 1711 i el 1713, i els missioners ortodoxos russos van establir una església el 1747 per convertir els habitants locals. Posteriorment, reclamada per l'Imperi de Rússia, es va confirmar inicialment que la sobirania sobre l'illa estava sota la Rússia Imperial segons els termes del Tractat de Shimoda el 1855, però es va transferir a l'Imperi del Japó pel Tractat de Sant Petersburg de 1875 juntament amb el resta de les illes Kurils. Els japonesos van establir un assentament, Kaixiwabara, al lloc del poble ainu més gran, que es va convertir en el port principal de l'illa i un centre per a la indústria pesquera comercial. L'illa va ser administrada com a part del districte de Shimushu de la subprefectura de Nemuro d'Hokkaidō.
Durant la Segona Guerra Mundial l'illa va estar fortament guarnida tant per l'Exèrcit imperial japonès com per la Marina Imperial Japonesa. La seu de la 91a Divisió d'Infanteria de l'IJA, responsable de la defensa dels Kurils del nord, es va establir a Kaixiwabara, i es van construir nombroses posicions d'artilleria costanera i búnquers fortificats en diversos llocs de l'illa. A més, l'exèrcit imperial japonès va construir quatre aeròdroms: l'aeròdrom de Kaixiwabara al nord-est amb Ki-43 Oscars, l'aeròdrom de Kakumabestu a la costa sud-oest amb 1.158 m de pista i Ki-44 Tojos, l'aeròdrom de Kitanodai a la costa nord-est amb uns 1.219 m de pista, i l'aeròdrom de Suribachi, una base auxiliar al centre de la costa sud amb dues pistes. La Marina Imperial Japonesa tenia l'aeròdrom de Musaxi a l'extrem sud-oest de l'illa amb dos pistes de 1.219 m, una de 1.311 m i una altra d'1.280 m, operant una varietat d'avions, així com un lloc de radar. Aquestes bases van ser objecte d'atacs aeris esporàdics de les Forces Aèries de l'exèrcit dels Estats Units i la Marina dels EUA amb seu a les illes Aleutianas des de 1943 fins al final de la guerra.
Les tropes soviètiques van desembarcar a Paramuixir el 18 d'agost de 1945, durant la invasió de les illes Kurils, i les operacions de combat van continuar fins al 23 d'agost, acabant amb la rendició dels membres supervivents de la guarnició japonesa. Els soviètics van deportar a la força els habitants civils japonesos restants i van enviar els presoners de guerra a camps de treball. Kaixiwabara va passar a anomenar-se Sévero-Kurilsk i l'illa va ser annexada per la Unió Soviètica el 1946. Japó va renunciar formalment a la sobirania sobre l'illa segons els termes del Tractat de Pau de San Francisco de 1951.
El novembre de 1952, Severo-Kurilsk va ser destruït pel tsunami de Sévero-Kurilsk de 1952 i va ser reconstruït en un altre lloc. Després de la dissolució de la Unió Soviètica l'any 1990, la població de l'illa ha disminuït (2592 al cens del 2002, 5180 al cens del 1989), i els pobles que antigament van vorejar la costa són ara ciutats fantasma. Això es deu en part a la caiguda de l'antiga pesquera d'arengada lucrativa, al tsunami extremadament destructiu de 1952 i a les dificultats econòmiques generals a les zones més remotes de Rússia des de la caiguda de la Unió Soviètica. L'illa és ara administrada com a part de la província de Sakhalin de la Federació Russa.